# Glympis consolata
Glympis consolata är en fjärilsart som beskrevs av Dyar 1916. Glympis consolata ingår i släktet Glympis och familjen nattflyn. Inga underarter finns listade i Catalogue of Life.